# Magnus Hjorth

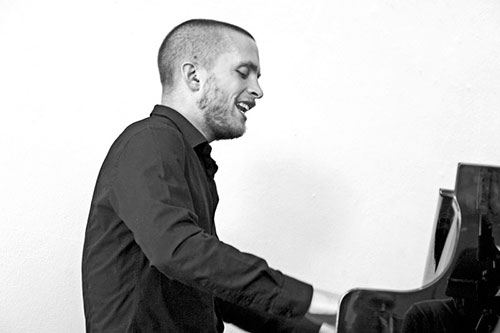
Magnus Hjorth

Magnus Hjorth (Ola Magnus Hjorth), född 26 september 1983 i Laholm, är en svensk jazzpianist. Han är verksam i Köpenhamn där han sommaren 2009 avslutade sin musikerutbildning på Rytmisk Musikkonservatorium. Han har studerat för bland andra Thomas Clausen, Jacob Christoffersen, Nikolaj Hess, Jørgen Emborg och Maggi Olin.
Som barn spelade Magnus Hjorth trombon och fiol, men övergick i tolvårsåldern till piano. Han har medverkat på flera skivinspelningar, bland annat med den egna trion Magnus Hjorth Trio som också består av dansken Lasse Mørck (bas) och norrmannen Snorre Kirk (trummor). Trions skiva Loco Motif (2007) recenserades på jazztidningen Orkesterjournalens webbplats, där skribenten Per Wiken avslutade recensionen med denna karaktärisering: "Musik med nerv av tre samspelta musikanter, som utstrålar kraft och självförtroende och som, vilket framgått, ställer vissa krav på den alerte lyssnaren. Att slödigga duger inte här."
Magnus Hjorth har även samarbetat med den danska sångerskan Malene Mortensen i Malene Mortensen Group och medverkar på ett par av hennes skivor.

## Diskografi
Magnus Hjorth Trio
- Loco Motif (2007)
- Old, New, Borrowed, Blue (2009)
- Gershwin. With Strings (2011)
- Blue Interval (2013)

People Are Machines
- People Are Machines (2006)
- Suite For The Seven Mountains (2007)
- Live Getxo (2007)
- Fractal (2011)

Malene Mortensen Band
- Malene (2007)
- Agony and Extacy (2009)

Ikenaga/Hjorth/Eldh
- Someday. Live in Japan (2010)
- Plastic Moon (2011)

Phronesis
- Organic Warfare (2007)

Danish Radio Big Band feat. Chris Potter
- Rumination (2010)

Monday Night Big Band
- Monday Night Big Band & Anders Larson (2010)

Mads La Cour Im Beruf
- Grandpa' Left You Nothing" (2010)

Sidsel Storm
- Nothing In between (2012)